# 微笑的向日葵
《微笑的向日葵》是中國偶像組合BEJ48的第2張EP，於2017年1月6日發行。

## 簡介
《微笑的向日葵》是继BEJ48首张原创EP《元气觉醒》发行以来的第二张原创EP大碟，经历过青春活力的《元气觉醒》，此次《微笑的向日葵》改走温情路线，专辑充满了浪漫情调，曲风极具治愈力。《微笑的向日葵》也是Team J首次参与BEJ48 EP录制。

## 收錄曲目
| CD       | CD           | CD                | CD                    | CD                  | CD          | CD    |
| 曲序     | 曲目         |                   | 作曲                  | 编曲                | 演唱者      | 时长  |
| -------- | ------------ | ----------------- | --------------------- | ------------------- | ----------- | ----- |
| 1.       | 微笑的向日葵 | 夏宁              | Andrew Shin           | Andrew Shin、Koshin | 選拔組      | 3:28  |
| 2.       | 爱似Fantasy  | Mayu Huang 黃楓宜 | Pyonkichi             | Pyonkichi           | Team B      | 3:07  |
| 3.       | 银白色旋律   | 三日月            | Piggy                 | Piggy、Koshin       | Team E      | 4:01  |
| 4.       | 冬季恋       | D.U.O             | D.U.O                 | Darren、Koshin      | Team J      | 4:47  |
| 5.       | 星空下约定   | 夏宁              | EveningScandal、Piggy | Piggy、Koshin       | BEJ48 Top 7 | 4:19  |
| 总时长： | 总时长：     | 总时长：          | 总时长：              | 总时长：            | 总时长：    | 19:42 |

## 選拔成員

### 微笑的向日葵
（Center：李梓）
- Team B：陈美君、段艺璇、胡晓慧、牛聪聪、青钰雯、孙姗
- Team E：刘胜男、李想、李梓、马玉灵、苏杉杉
- Team J：房蕾、黄恩茹、任玥霖、叶苗苗、张怀瑾

李梓首次擔任選拔Center。青钰雯、房蕾、黄恩茹、任玥霖、叶苗苗、张怀瑾首次參與選拔。首次有Team J的成員參與選拔。

### 爱似Fantasy
（Center：段艺璇）
- Team B：陈美君、段艺璇、冯雪莹、胡博文、胡晓慧、刘姝贤、林溪荷、牛聪聪、青钰雯、孙姗、宋思娴、田姝丽、文妍、吴月黎、徐佳麗、熊素君、夏越、闫明筠、张梦慧

吴月黎、闫明筠进入Team B正規16人。張菡筱掉出Team B正規16人。

### 银白色旋律
（Center：李梓）
- Team E：陈姣荷、陈倩楠、冯思佳、林堃、刘胜男、李詩彥、李想、罗雪丽、李媛媛、李梓、马玉灵、苏杉杉、顼凘炀、易妍倩、张笑盈、郑一凡

### 冬季恋
（Center：黄恩茹）
- Team J：陈雅钰、房蕾、葛司琪、黄恩茹、李泓瑶、任心怡、任玥霖、单习文、石羽莎、孙语姗、王雨煊、许婉玉、叶苗苗、杨晔、张怀瑾、张韩紫陌

### 星空下约定
（Center：李梓）
- Team B：段艺璇、胡晓慧、牛聪聪、青钰雯、孙姗
- Team E：李梓、苏杉杉

## 轶事
- 胡博文、林堃、单习文、宋思娴、徐佳丽、易妍倩参与的最后一张EP。

## 外部連結
- 《微笑的向日葵》于BEJ48的专页 （页面存档备份，存于）